# Biblical Researches in Palestine
Biblical researches in Palestine, Mount Sinai and Arabia Petraea, littéralement en français : Recherches bibliques en Palestine, Mont Sinaï et Arabie pétrée, pour l'édition de 1841, puis Biblical Researches in Palestine and the Adjacent Regions, en français : Recherches bibliques en Palestine et régions adjacentes, édition de 1856, est un récit de voyage en Palestine, du XIXe siècle et le magnum opus du « Père de la géographie biblique », Edward Robinson.  L'ouvrage est publié simultanément en Angleterre, aux États-Unis (dédié à Moses Stuart (en)) et en Allemagne (dédié à Carl Ritter).

### Source de la traduction
- (en) Cet article est partiellement ou en totalité issu de l’article de Wikipédia en anglais intitulé « Biblical Researches in Palestine » (voir la liste des auteurs).